# عادل قرشولي
عادل قرشولي (15 أكتوبر 1936) هو كاتب وشاعر سوري-ألماني.

## حياة
ولد عادل في دمشق عام 1936، وأسس مجلة أدبية فيها كانت محظورة من قبل الحكومة السورية. ثم بدأ العمل في دار نشر، ثم كمحرر في مجلة وإذاعية. وفي عام 1957 أصبح عضوا في اتحاد الكتاب العرب. وفي عام 1959، هاجر كاراشولي إلى ألمانيا وعاش بعد ذلك في مناطق مختلفة من ألمانيا الشرقية والغربية. في عام 1961 انتقل للعيش بشكل دائم في لايبزيغ. درس في المعهد الأدبي الألماني في جامعة لايبزيغ، وحصل على درجة الدكتوراه عن أعمال برتولت بريخت. من عام 1968 إلى عام 1993 كان محاضرًا في جامعة لايبزيغ، ويسكن حالياً في لايبزيغ.
ألف العديد من المقالات والكتب الشعرية باللغتين العربية والألمانية (منذ ستينيات القرن الماضي)، كما أنه مترجم للنثر والشعر والمسرحيات بين اللغتين. تشمل ترجماته إلى الألمانية من العربية أعمال ألفريد فرج ومحمود درويش.
في عام 1980 أصبح عضوًا في اتحاد كتاب ألمانيا الشرقية. ومنذ عام 1990، انضم إلى اتحاد الكتاب الألمان، ومنذ عام 1992 إلى مركز القلم الألماني. حصل على جائزة لايبزيغ للإنجاز الفني عام 1985، وجائزة ألبرت فون شاميسو عام 1992.

## أعماله
بالألمانية
- Wie Seide aus Damaskus, Berlin 1968
- Umarmung der Meridiane, Halle 1978
- Brecht in arabischer Sicht, Berlin 1982
- Meine Geliebte kommt, Berlin 1983
- Daheim in der Fremde, Halle 1984
- Der Weinberg Erde, Leipzig 1986 (with Joachim Jansong)
- Wenn Damaskus nicht wäre, Munich 1992
- Also sprach Abdulla, Munich 1995
- Wie fern ist Palästina?, Leipzig 2003
- Wo du warst und wo du bist, Munich 2004

بالعربية
- الرقص على الحبل الغربي الشرقي: التبادل الحضاري الالماني العربي في نقطة التلاقي القاهرة.

## روابط خارجية
- مقتطف من كتاب هكذا تكلم عبد الله مترجم إلى الإنجليزية
- نصوص عن عادل قرشولي في فهرس مكتبة ألمانيا الوطنية